# رايموند إينغيرسول
رايموند إينغيرسول هو سياسي أمريكي، ولد في 1875، وتوفي في 1940.